# Kreis Dirschau
Der Kreis Dirschau war ein preußischer Landkreis, der in unterschiedlichen Abgrenzungen von 1772 bis 1818 sowie von 1887 bis 1920 bestand. Er lag in dem Teil von Westpreußen, der nach dem Ersten Weltkrieg durch den Versailler Vertrag 1920 vom Deutschen Reich teils an Polen und teils an die Freie Stadt Danzig abgetreten werden musste. Von 1939 bis 1945 war der Kreis im besetzten Polen als Teil des neu eingerichteten Reichsgaus Danzig-Westpreußen nochmals errichtet. Heute liegt das ehemalige Kreisgebiet in der polnischen Woiwodschaft Pommern.

## Der Kreis Dirschau von 1772 bis 1818

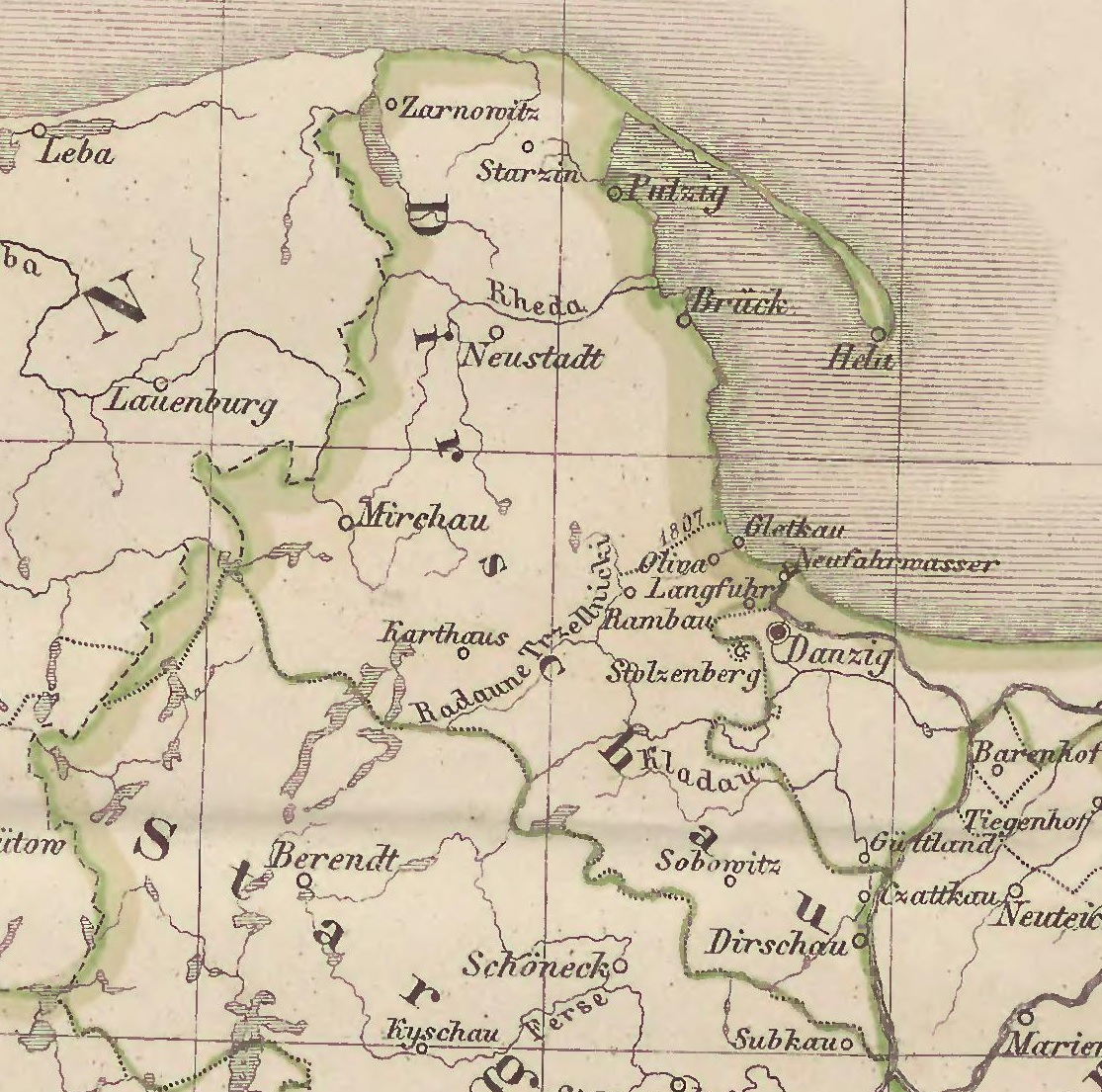
Der Kreis Dirschau von 1772 bis 1818

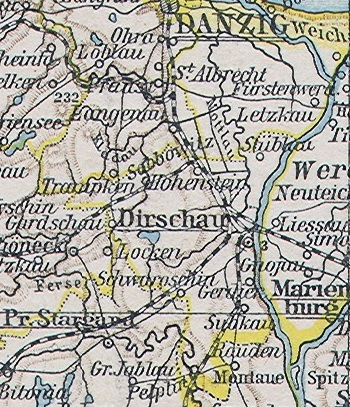
Der Kreis Dirschau von 1887 bis 1920

Die Provinz Westpreußen 1919
Regierungsbezirk Danzig
Regierungsbezirk Marienwerder

Westpreußen kam durch die erste Teilung Polens 1772 an das Königreich Preußen und wurde zunächst in sechs große Kreise, darunter den Kreis Dirschau, eingeteilt. Zum Kreis Dirschau gehörte der nördliche Teil von Pommerellen mit den Städten Dirschau, Neustadt, Putzig und Stolzenberg sowie den königlichen Domänenämtern Brück, Carthaus, Mirchau, Oliva, Putzig, Sobbowitz, Starsin und Subkau.
Die Landräte des Kreises waren von 1772 bis 1794 Caspar Ludwig von Below und von 1794 bis 1818 Franz von Weiher.
Durch die preußische Provinzialbehörden-Verordnung vom 30. April 1815 und ihre Ausführungsbestimmungen kam das Gebiet zum Regierungsbezirk Danzig der Provinz Westpreußen. Bei einer umfassenden Kreisreform im Regierungsbezirk Danzig wurden zum 1. April 1818 neue, kleinere Kreise gebildet. Das Gebiet des alten Kreises Dirschau ging in den neuen Kreisen Carthaus, Danzig, Neustadt und Stargard auf.

## Der Kreis Dirschau von 1887 bis 1920

### Geschichte
Das kontinuierliche Anwachsen der Bevölkerung im 19. Jahrhundert erforderte eine Kreisreform in Westpreußen. So entstand am 1. Oktober 1887 im Regierungsbezirk Danzig der neue Kreis Dirschau aus Teilen des Landkreises Danzig und des Kreises Preußisch Stargard. Sitz des Landratsamts und einzige Stadt des Kreises war Dirschau.
Aufgrund der Bestimmungen des Versailler Vertrags musste der Kreis Dirschau am 10. Januar 1920 vom Deutschen Reich abgetreten werden. Der größte Teil des Kreises mit der Stadt Dirschau kam zu Polen und bestand als Powiat Tczewski fort. Aus dem Norden des Kreises kamen mehrere Gemeinden zur Freien Stadt Danzig und wurden in den Kreis Danziger Höhe eingegliedert.
Die Gemeinden des Kreises Marienwerder, die 1920 an Polen fielen, wurden zum 1. April 1932 größtenteils in den Powiat Tczew eingegliedert. Sie hatten zuvor ab 1924 den polnischen Powiat Gniewski mit Sitz in Gniew (Mewe) gebildet.

### Bevölkerung

#### Einwohnerentwicklung
- 18900036.451
- 19000038.693
- 19100042.723

#### Konfessionen
| Jahr | evangelisch | evangelisch | katholisch | katholisch | jüdisch | jüdisch |
| ---- | ----------- | ----------- | ---------- | ---------- | ------- | ------- |
| Jahr | absolut     | %           | absolut    | %          | absolut | %       |
| 1890 | 12.388      | 34,0        | 23.225     | 63,7       | 407     | 1,1     |
| 1910 | 15.984      | 37,4        | 26.375     | 61,7       | 212     | 0,5     |

### Landräte
- 1887–190900Axel Döhn
- 1909–191800Erich Adolf von Kries[5]
- 1918–192000Friedrich (Fritz) Ernst Georg Freiherr von Dungern[6]

### Städte und Gemeinden
Im Jahr 1910 umfasste der Kreis Dirschau die Stadt Dirschau sowie 30 Landgemeinden.
| - Baldau - Brust - Czattkau - Damerau - Dirschau - Gardschau - Gerdin - Groß Golmkau DZ | - Groß Schlanz - Güttland DZ - Hohenstein DZ - Klempin DZ - Kohling DZ - Kriefkohl DZ - Lamenstein DZ - Liebschau | - Lunau - Mahlin - Mestin - Mühlbanz - Pelplin - Pommey - Postelau DZ - Raikau | - Rambeltsch DZ - Rokittken - Rukoschin - Schiwialken - Stüblau DZ - Subkau - Wiesenau |

Die mit  DZ gekennzeichneten Gemeinden kamen 1920 zur Freien Stadt Danzig. Alle übrigen Gemeinden fielen 1920 an Polen. Zum Kreis gehörten außerdem zahlreiche Gutsbezirke, wie u. a. Gr.- und Klein Watzmi(e)rs. Die Gemeinde Zeisgendorf wurde 1908 in die Stadt Dirschau eingemeindet.

## Der Landkreis Dirschau im besetzten Polen 1939–1945

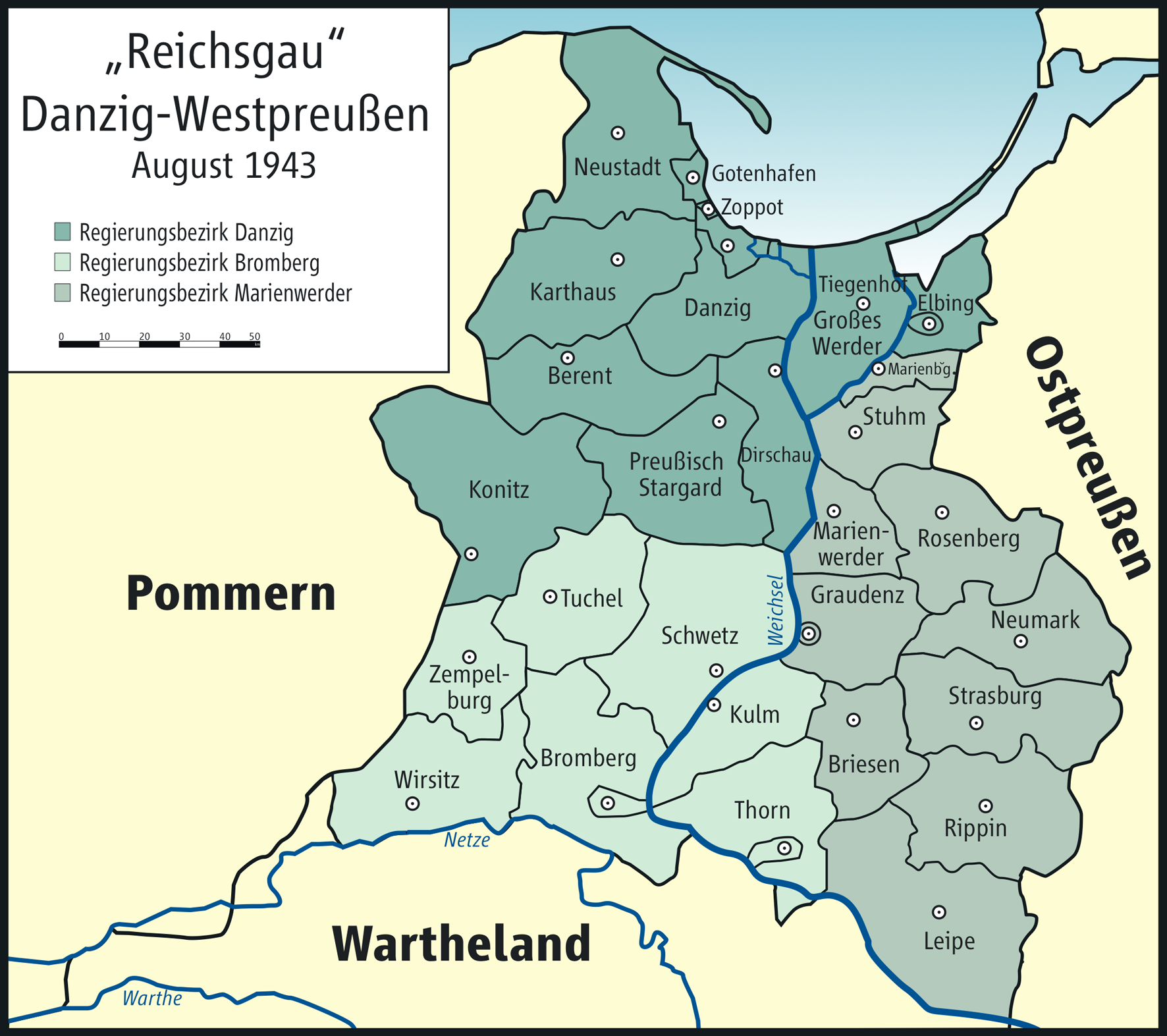
Reichsgau Danzig-Westpreußen (August 1943)

### Geschichte
Nach dem Überfall auf Polen und der anschließenden völkerrechtswidrigen Annexion des Kreisgebiets durch das Deutsche Reich war der Kreis unter dem Namen Landkreis Dirschau im neu errichteten Reichsgau Danzig-Westpreußen von 1939 bis 1945 nochmals eingerichtet. Die Städte Dirschau, Mewe und Pelplin wurden der im Altreich gültigen Deutschen Gemeindeordnung vom 30. Januar 1935 unterstellt, welche die Durchsetzung des Führerprinzips auf Gemeindeebene vorsah. Die übrigen Gemeinden waren in Amtsbezirken zusammengefasst; Gutsbezirke gab es nicht mehr. Am 2. Dezember 1940 wurden rückwirkend die bereits seit dem 26. Oktober 1939 mitverwalteten vorherigen ‚Korridor-Gemeinden‘ Außendeich (Bursztych), Johannisdorf (Janowo), Kramersdorf (Kramrowo), Kleinfelde (Pólko Małe) und Neuliebenau (Nowe Lignowy) des Landkreises Dirschau in den Landkreis Marienwerder eingegliedert.
Im Frühjahr 1945 besetzte die Rote Armee den Kreis. In der Folgezeit wurden die allermeisten deutschen Bewohner aus dem Kreisgebiet vertrieben.

### Landräte
- 1939–194000Sommer (kommissarisch)
- 1940–194500Reinhold Isendick

### Ortsnamen
Durch unveröffentlichten Erlass vom 29. Dezember 1939 galten vorläufig hinsichtlich der bisher polnischen Ortsnamen die bis 1918 gültigen deutschen Ortsnamen. Mittels der Anordnung betreffend Änderung von Ortsnamen des Reichstatthalters in Danzig-Westpreußen vom 25. Juni 1942 wurden mit Zustimmung des Reichsministers des Innern alle Ortsnamen eingedeutscht. Dabei wurde entweder der Name von 1918 beibehalten oder – falls „nicht deutsch“ genug – lautlich angeglichen oder übersetzt, zum Beispiel:
- Czattkau: Schattkau
- Gogolewo: Gogeln
- Jellen: Hirschenfeld
- Morroschin: Leutmannsdorf, Kr. Dirschau
- Rakowitz: Krebs, Kr. Dirschau
- Resenschin: Resen
- Rukoschin: Hornwalde
- Schiwialken: Schwabenheim
- Swaroschin: Paleskenhof